# Duets
Duets, como indica su título (Duetos), es un álbum hecho por el cantante country Johnny Cash junto a su esposa June Carter Cash lanzado en el 2006 por el sello disquero Sony BMG.

El álbum consiste en duetos entre la pareja y las canciones son todas de Cash y Carter.

## Canciones
1. It Ain't Me, Babe - 3:04
2. Jackson - 2:46
3. Long-Legged Guitar Pickin' Man - 2:35
4. Oh, What a Good Thing We Had - 2:44
5. Darlin' Companion - 2:15
6. If I Were a Carpenter - 3:01
7. 'Cause I Love You - 2:33
8. The Loving Gift - 2:15
9. Help Me Make It Through the Night - 2:58
10. The Pine Tree - 2:55
11. No Need to Worry - 2:51
12. Old Time Feeling - 2:50
13. One Way Rider - 3:18
14. Brand New Dance - 3:26
15. Far Side Banks of Jordan - 2:42
16. It Takes One to Know One - 3:35

## Personal
- Johnny Cash - Vocalista y Guitarrista
- June Carter Cash - Vocalista